# William F. House
William Fouts House, né le 1er décembre 1923 à Kansas City et mort le 7 décembre 2012 à Aurora, est un otologiste, médecin et chercheur médical américain.

## Biographie
Il a inventé et développé l'implant cochléaire et est considéré comme le « père de la neurotologie (en) ».
L'un de ses patients célèbre est l'astronaute Alan Shepard, qu'il soigna de la maladie de Menière.